# Clinton Joseph Davisson
Clinton Joseph Davisson (22. října 1881 – 1. února 1958) americký fyzik, spolunositel Nobelovy ceny za fyziku (1937, druhou polovinu obdržel George Paget Thomson), kterou obdržel za experimentální objev rozptylu elektronů na krystalech. V roce 1927 během práce v Bellových laboratořích potvrdil spolu se svým asistentem Lasterem Germerem De Brogliovu hypotézu, že veškerá hmota má vlnovou povahu při objevu elektronové difrakce (Davissonův-Germerův experiment). Jeho synem je fyzik Richard Davisson.